# Gruzijska arhitektura
Gruzijska arhitektura se nanaša na sloge arhitekture, ki jih najdemo v Gruziji. Država je izjemno bogata z arhitekturnimi spomeniki. Značilnosti gruzijske arhitekture so monumentalnost, jasna kompozicija, strogi proporci, zmerna uporaba okraskov, predvsem pa harmonična usklajenost z naravo.
Za gruzijsko arhitekturo na križišču vzhoda in zahoda so značilni številni arhitekturni slogi, ki jih najdemo za gradove, stolpe, utrdbe, palače in cerkve. 

## Tipi
Utrdbe v  Zgornjem Svanetiju in grajsko mesto Šatili v zgodovinski regiji Kevsureti spadajo med najboljše primere srednjeveških gruzijskih utrdb.
Gruzijske srednjeveške cerkve imajo izrazit značaj, čeprav so povezane z armensko in bizantinsko arhitekturo. V 5. stoletju so bile cerkve postavljene po klasičnem bizantinskem tlorisu bazilike s tremi cerkvenimi ladjami (Bolnisi, Antčišati ...). Kasneje se pojavijo cerkve z nizkimi kupolami, prav tako z bizantinskim navdihom (Džvari, Kvetera, Ateni ...). 
Cerkve s stožčasto kupolo, dvignjeno visoko na boben nad pravokotno ali križno oblikovano spodnjo strukturo se v Gruziji pojavijo v 9. stoletju; slog je pogosto znan kot gruzijski slog križiščne kupole. Cerkve imajo praviloma bogate dekorativne motive, vklesane v kamen, notranjost pa je prekrita s freskami, ki jih zaznamuje bizantinska tradicija. Ta slog se še vedno uporablja v 21. stoletju in ga najdemo v stolnici sv. Trojice v Tbilisiju (2004).
Posebnost gruzijske cerkvene arhitekture, ki jo je mogoče zaslediti je poudarek na individualizmu v gruzijski kulturi in se kaže v dodeljevanju prostora znotraj cerkva. Druge primere gruzijske cerkvene arhitekture je mogoče najti v tujih zgledih, v Bolgariji (Bačkovski samostan, ki ga je leta 1083 zgradil gruzijski vojaški poveljnik Grigorij Bakuriani), v Grčiji (samostan Iviron, ki so ga Gruzijci zgradili v 10. stoletju) in blizu Jeruzalema (samostan Križa, ki ga je zgradil Gruzijci v 9. stoletju).
Drugi arhitekturni slogi v Gruziji so vidni v posvetni arhitekturi: Rustavelijevi aveniji v Tbilisiju v Haussmannovem slogu in v okrožju starega mestnega jedra.

## Zgodovina
Zgodovino gradnje v Gruziji lahko zasledimo od 5. do 4. tisočletja pred našim štetjem, od paleolitika do poznega srednjega veka.  Najstarejše konstrukcije so bile iz kamna in lesa, pozneje pa iz opeke.

### 11. stoletje
Od začetka 11. stoletja gruzijska arhitektura postane izjemno umetniška in dekorativna. Fasade dobijo bogat reliefni okras in arkadno oblikovanje. Prevladujoči okrasni motivi so navdihnjeni iz narave - cvetje, ptice, divje in domače živali ter ljudje. Značilna za vzhodno fasado sta dva romba v osi z okrašenim oknom in križem zgoraj, ki sta se najprej pojavila v stolnici Samtavisi, okras pa se je pozneje uporabljal do 13. stoletja. Številne zgodnejše cerkve, kot sta stolnica Svetichoveli in stolnica Manglisi ali cerkev v samostanu Samtavro, so bile v bistvu obnovljene in okrašene v 11. stoletju.

### 12. stoletje
V skladu s tradicijo, uveljavljeno v 11. stoletju, je bil v nadaljevanju poudarek na večji osvetlitvi notranjosti, da bi lahko bolje opazovali freske. To se je odrazilo v izdelavi oken v kupoli in stranskih stenah. Tak primer je cerkev v vasi Ikorta.